# Michel Lafis
Michel Lafis, född den 19 september 1967 i Järfälla församling, är en svensk före detta professionell tävlingscyklist med grekiskt påbrå. Michel Lafis blev professionell på hösten 1992 med Amore e Vita och avslutade sin karriär efter säsongen 2000. Lafis har deltagit vid fyra Olympiska spel och har en bronsmedalj i lagtempo från Seoul-OS 1988. År 2000 gjorde Lafis sin enda start i Tour de France. Han blev svensk nationsmästare i linjelopp 1997. Lafis är även utbildad ekonom och jobbar på Sparbanken Enköpings kontor i Bålsta.
Lafis blev som förste svensk sportdirektör i ett cykelstall i den högsta proffsligan, ProTour, när Unibet.com Cycling Team startade. Under året 2008 arbetade han i Cycle Collstrop som sportdirektör.

## Meriter

### Medverkan i olympiska spel
- Olympiska spelen i Seoul 1988 - Bronsmedalj i lagtempo
- Olympiska spelen i Barcelona 1992
- Olympiska spelen i Atlanta 1996
- Olympiska spelen i Sydney 2000

## Stall
- 1992-1995 Amore e Vita
- 1996-1997 Telekom
- 1998-1999 TVM - Farm Frites
- 2000 Farm Frites